# Cyrus Gordon
Pour les articles homonymes, voir Gordon.
Cyrus Gordon ou Cyrus Herzl Gordon, né le 29 juin 1908 à Philadelphie et mort le 30 mars 2001 à Brookline au Massachusetts, est un chercheur, archéologue et linguiste américain, spécialisé dans les langues anciennes et les cultures proche-orientales.

## Biographie
Cyrus Gordon est né à Philadelphie en Pennsylvanie, au sein d'une famille juive émigrée de Lituanie. Il reçut une éducation traditionnelle et apprit l'hébreu dès son plus jeune âge. Le goût des langues anciennes lui vint, et il étudia le latin et le grec ancien.
Il poursuivit son éducation à l'université de Pennsylvanie dans le domaine de l'histoire des civilisations antiques de la Mésopotamie et se mit à étudier le vieux-persan et le sanskrit.
En 1929, il étudia les tablettes découvertes sur le site d'Ougarit en Syrie par une équipe d'archéologues français lors d'une campagne de fouille.
En 1930, il travailla dans les centres américains d'études et de recherches orientales de Bagdad et de Jérusalem. Il étudia les tablettes anciennes de Tell el-Amarna.
Durant la Seconde Guerre mondiale, il décrypta les langages et codes des messages ennemis grâce à ses connaissances en langues anciennes. Il en profita pour apprendre l'arabe et le turc.
En 1946, il épousa Joan Elizabeth Kendall (décédée en 1985).
Il enseigna à l'université Brandeis dans le Massachusetts puis à l'université de New York.
Il devint un spécialiste des écritures anciennes et des textes antiques, tels que le cunéiforme, les glyphes, ougarit, l'araméen, les Lettres d'Amarna.
Cyrus Gordon a également pensé que les Juifs, les Phéniciens, et d'autres peuples de l'Antiquité ont pu traverser l'océan Atlantique autrefois. Son opinion se basa sur plusieurs découvertes contestées par un grand nombre d'archéologues et d'historiens. Parmi ces découvertes, l'inscription de Bat Creek située dans le comté de Loudon dans l'État du Tennessee, aux États-Unis,,,, la pierre gravée de Paraíba au Brésil, ainsi que la pierre de Los Lunas dans le Nouveau-Mexique, surnommée la « pierre de décalogue de Los Lunas ».
Pour la majorité des spécialistes, ces découvertes relèveraient de la forgerie. Il s'agirait de faux en écriture, fabriqués de toutes pièces, en réutilisant des parties authentiques existantes, le tout habilement réalisé de façon à laisser croire que l'ensemble serait authentique.